# Ребров, Алексей Сергеевич
Алексей Сергеевич Ребров (30 марта 1903, Джаркент — 4 сентября 1964) — советский инженер, конструктор экскаваторов

## Биография
Родился в городе Джаркенте (ныне Жаркент) Семиреченской области 17/30 марта 1903 года. Его отец, есаул Сергей Ребров, служил старшим адъютантом штаба полковника Криницкого 1-го Сибирского Казачьего Ермака Тимофеевича полка. С 1910 года под командованием генерала П. Н. Краснова (тогда ещё в чине полковника) полк считался одним из лучших в Императорской армии. Есаул Сергей Ребров познакомился с Красновым на Рождество Христово 1911 года

Генерал в своих воспоминаниях пишет:

26 декабря Рождество Христово. Я зашёл на квартиру к начальнику штаба полковника Криницкого, у него был старший адъютант штаба есаул Ребров.

В августе 1916 года начались стихийные восстания казахов и киргизов Семиречья. Фактически это было началом Гражданской войны в Азиатском регионе. С большими трудностями в начале 1920-х семья Ребровых перебирается в Ташкент, где в 1922 году Алексей Сергеевич поступил и в 1930-м окончил Инженерно-Мелиоративный факультет Средне-Азиатского Государственного университета (позже университет вошёл в состав Средне-Азиатского Хлопково-Ирригационного Политехнического института). В начале 1930-х семья переезжает в Москву, где жили родственники. В столице молодой инженер знакомится со студенткой 1-го Московского Государственного Медицинского Института Еленой Гавриловной Гришкиной. Елена Гавриловна происходила из крестьянской семьи Бежецкого уезда Брянской губернии. Из рода Гришкиных вышли известные в своё время стеклодувы. 9 мая 1933 года Елена Гавриловна стала Ребровой, а в июле 1934-го родился первенец Сергей.
С середины 1930-х годов Алексей Сергеевич является главным конструктором Ковровского экскаваторного завода. В конце 1934-го технический парк завода, по сравнению с прошлым 1933 годом, увеличился на 67 единиц и составил 74 отечественных экскаватора ППГ — 1,5. В числе разработчиков этой машины был А. С. Ребров. Во время Великой Отечественной войны завод перепрофилирован на производство авиационных бомб и деталей для легендарных «Катюш» и бронетехники. В 1941 году поставлен на рельсы, выпущенный заводом, бронепоезд «Ковровский большевик». Свой трудовой фронт Алексей Сергеевич окончил офицером инженерных войск. В 1945-м победном родилась дочь. А в 1947 году Ребровы переехали в Москву.
В 1949 году А. Ребров становится лауреатом Государственной премии СССР за «Разработку и промышленное освоение новой конструкции универсального экскаватора». В семейном архиве Ребровых сохранилось 4 авторских свидетельства. В числе соавторов были Раннев А. В., Беркман И. Л., Панкрашкин П. В., Рустанович А. В. и многие другие инженеры-конструкторы. В 1950 году Ребров вместе с И. Л. Беркманом предложил применить на экскаваторе комбинированный напор. Эта идея была впервые осуществлена на опытной партии экскаваторов Э — 505 с гидравлическим приводом в 1951 году. В 1950-х годах А. С. Ребров — инженер, начальник отдела НПО «ВНИИстройдормаш» (тогда ещё в статусе научно-исследовательского института) в Москве. Помимо Ковровского завода, «ВНИИстройдормаш» сотрудничал с заводом «Рабочий металлист» в Костроме. Полигон для испытаний дорожной техники и опытный завод института находились в Подмосковной Ивантеевке, куда часто ездили инженеры института.1950-е — 1970-е годы явились пиком отечественного экскаваторостроения, и когда в 80-е — годы Советский Союз стал активно закупать импортную технику, отечественное производство и конструкторская мысль пошли на спад.

Спецкор Литературной газеты Леонид Лубан в своей статье создал очень точный словесный портрет инженера Реброва:
В одном из кабинетов за письменным столом сидит Алексей Сергеевич Ребров — начальник отдела экскаваторов и кранов института. О дизель-электрическом экскаваторе он говорит горячо, темпераментно. В полемическом задоре он своим подвижным лицом выражает возмущение, тревогу, досаду, изредка смущение. Видно, что речь идёт о предмете, ему не безразличном. Стараясь доказать свою правоту, он демонстрирует диаграммы, выдержки из протоколов, рисует различные схемы, приводит цифры, расчёты, иронизирует…
А. С. Ребров был соавтором справочника: Строительные машины : справочник / А. С. Ребров [и др.]; под ред. В. А. Баумана. — 2-е изд., перераб. и доп. — М. : Машгиз, 1959. — 877 с. : ил. ; 27 см.
Умер в 1964 году. Урна с прахом захоронена в колумбарии Донского кладбища колумбарий 9, секция 30, ряд 5.

## Семья
Отец: Сергей Федорович Ребров (1877 — 14.09.1954 Сан-Франциско), мать: Александра Реброва (1880-е — 1980-е), брат: Владимир (1900— 1970-е), сестра Нина (1905 — 1974), жена: Елена Гавриловна Реброва (Гришкина) (12/25 марта 1910 — 12 марта 1981), сын: Сергей (1 июля 1934 — 4 сентября 1994), дочь: Наталия (17 декабря 1945 — 25 апреля 2006), внук Кирилл Сергеевич (23 ноября 1963 — 5 сентября 2005), внучка Мария Дмитриевна Владимирова (р.1968)

## Награды и премии
- Сталинская премия второй степени (1949) — за разработку и промышленное освоение новой конструкции универсального экскаватора
- Медаль за победу над Германией (1945)